# Fondazione Italia USA
La Fondazione Italia USA (in inglese Italy-USA Foundation) è una fondazione non a scopo di lucro italiana, con finalità statutaria di promuovere l'amicizia tra Italia e Stati Uniti senza implicazioni commerciali ed economiche. È stata fondata nel 2005 da Corrado Maria Daclon.

## Attività e progetti
La fondazione cura numerose iniziative, relazioni ed eventi tra Italia e Stati Uniti d'America come, ad esempio, incontri periodici tra parlamentari italiani e americani per confrontarsi sulle legislazioni. Svolge queste attività anche in collaborazione con diverse organizzazioni operanti negli USA, tra le quali in particolare l'American Legislative Exchange Council. Realizza inoltre insieme a Eurispes una serie di rapporti e sondaggi periodici sulla realtà sociale degli Stati Uniti.
Il suo settore educativo e accademico cura in particolare un attivo coordinamento con le numerose università americane presenti in Italia, tra cui la John Cabot University e la Loyola University Chicago con le quali vengono realizzate iniziative di stage e conferenze. La fondazione ha collaborato con Sky TG24 alla realizzazione della trasmissione televisiva “America 2008”, condotta da Emilio Carelli e dedicata alle elezioni presidenziali negli Stati Uniti d'America del 2008, e con il Corriere della Sera. Dal 2012 segue le elezioni presidenziali negli Stati Uniti d'America con le rubriche web "Elezioni USA 2012", "Elezioni USA 2016", "Elezioni USA 2020" ed "Elezioni USA 2024" curate da Mauro della Porta Raffo.
La fondazione, insieme all'editore Alberto Gaffi, ha pubblicato la prima traduzione italiana autorizzata del saggio politico di John Fitzgerald Kennedy "Ritratti del coraggio", Premio Pulitzer nel 1957, e una biografia di Filippo Mazzei, l'italiano che ha incontrato e conosciuto alcuni tra i primi presidenti americani. Organizza inoltre insieme all'ANCI un premio annuale destinato ai Comuni italiani che per particolari requisiti possono qualificarsi come amici degli Stati Uniti.

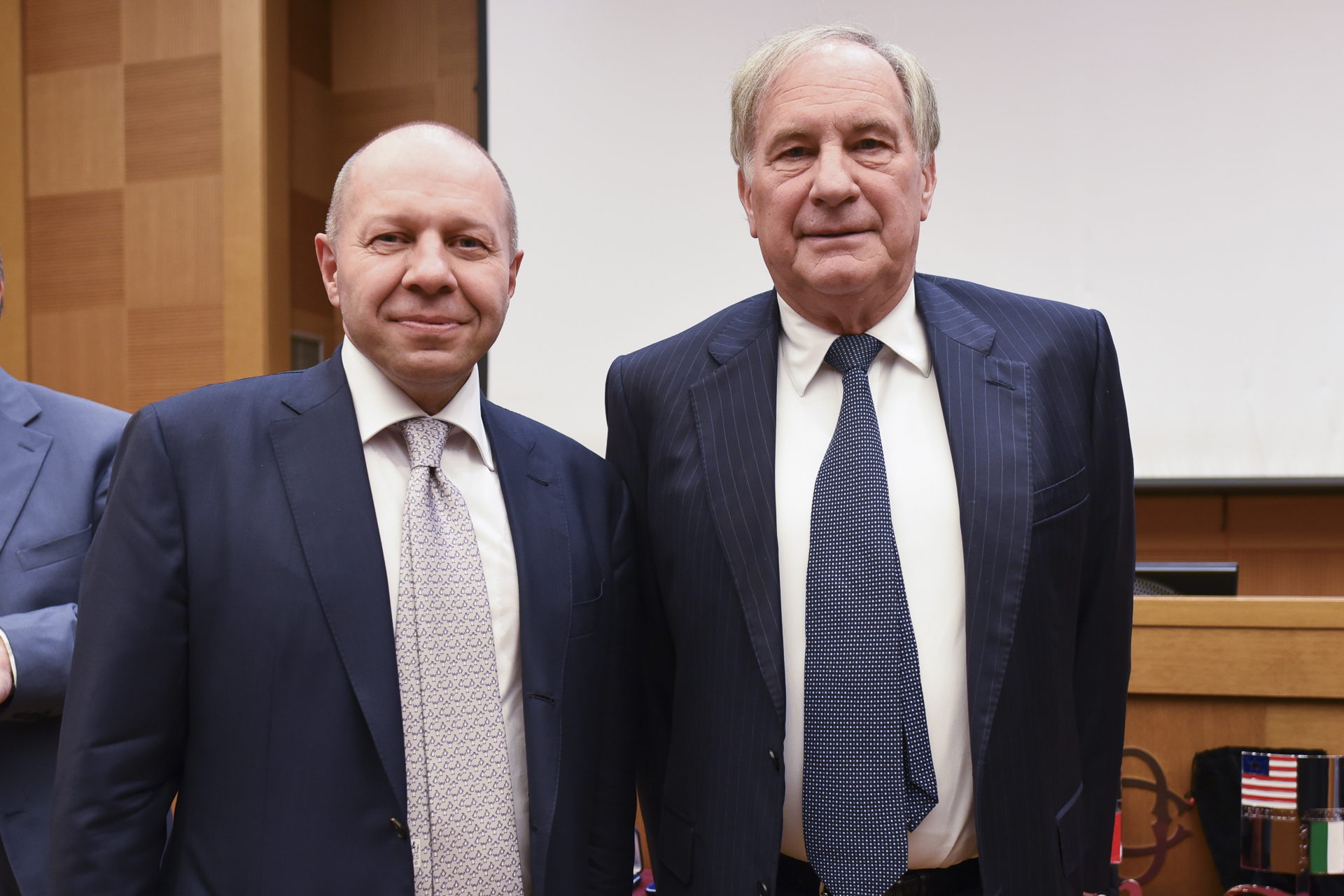
L'ambasciatore USA John Phillips (a destra) con il segretario generale della fondazione Corrado Maria Daclon.

La fondazione promuove il master in "Leadership per le relazioni internazionali e il made in Italy", diretto dall'ex ministro Stefania Giannini; per favorire l'internazionalizzazione dei giovani verso gli Stati Uniti, eroga ogni anno mille borse di studio denominate "Premio America Giovani" destinate a neolaureati meritevoli che desiderano conseguire il master.
La fondazione è anche membro del programma delle Nazioni Unite "United Nations Academic Impact".

## Premio America
La Fondazione attribuisce annualmente presso la Camera dei deputati il Premio America, il cui obiettivo è riconoscere e stimolare iniziative e opere volte a favorire i rapporti tra Europa e Stati Uniti d'America.
Premi speciali alla memoria sono stati attribuiti a Oriana Fallaci, Mike Bongiorno, Dino De Laurentiis, Luciano Pavarotti, Sergio Leone, Frank Sinatra, Antonin Scalia, Gianni Versace, Giorgio Faletti, Franco Zeffirelli, Bud Spencer, Carlo Rambaldi e Giovanni Falcone.
Il premio consiste in una scultura in argento massiccio, bronzo rosa e palladio.

### I edizione
La prima edizione si è svolta l'8 ottobre 2009 ed è stata presentata da Veronica Maya; sono stati premiati:
- Maria Laura Baccarini: attrice e cantante
- Emilio Carelli: direttore Sky TG24
- Jo Champa: attrice e produttrice
- Franco Frattini: ministro degli affari esteri
- Pier Francesco Guarguaglini: presidente Finmeccanica
- Igor Man: giornalista
- Ennio Morricone: compositore
- Alison Smale: direttore International Herald Tribune
- Walter Veltroni: deputato, giornalista
- Umberto Veronesi: fondatore American Italian Cancer Foundation

### II edizione
La seconda edizione si è svolta il 7 ottobre 2010 ed è stata presentata da Veronica Maya; sono stati premiati:
- Renzo Arbore: musicista e cantante
- Renato Balestra: stilista
- Maria Grazia Cucinotta: attrice
- Alain Elkann: scrittore e giornalista
- Piero Fassino: inviato speciale UE per la Birmania
- Mike James: presidente Seattle-Perugia Association
- Paolo Mieli: presidente RCS Libri
- Umberto Paolucci: vicepresidente Microsoft Corporation

### III edizione
La terza edizione si è svolta il 6 ottobre 2011 ed è stata presentata da Michele Cucuzza; sono stati premiati:
- Laura Biagiotti: stilista
- Antonio Campo Dall'Orto: vicepresidente MTV Networks
- Lapo Elkann: presidente Italia Independent
- Renato Lauro: rettore Università degli Studi di Roma "Tor Vergata"
- Edward Luttwak: economista e saggista
- Rinaldo Petrignani: presidente Boeing Italia
- Jessica Polsky: attrice e cantante
- Carlo Rossella: presidente Medusa Film

### IV edizione
La quarta edizione si è svolta il 4 ottobre 2012 ed è stata presentata da Michele Cucuzza; sono stati premiati:
- Andrea Bocelli: cantante lirico
- Antonio Di Bella: direttore Rai 3
- Massimo Ferragamo: presidente Ferragamo USA
- Justine Mattera: attrice e showgirl
- Darina Pavlova: produttrice televisiva
- Jeremy Rifkin: Foundation on Economic Trends
- Peter F. Secchia: Gerald R. Ford Foundation
- Franca Sozzani: direttrice Vogue Italia

### V edizione
La quinta edizione si è svolta il 3 ottobre 2013 ed è stata presentata da Michele Cucuzza; sono stati premiati:
- Emma Bonino: ministro degli affari esteri
- Paul Bremer: già governatore dell'Iraq
- Guido Damiani: presidente Gruppo Damiani
- Oscar Farinetti: presidente Eataly
- Carla Fendi: stilista
- Gianni Riotta: giornalista e scrittore
- Enrico Vanzina: sceneggiatore e produttore
- John Viola: presidente NIAF

### VI edizione
La sesta edizione si è svolta il 9 ottobre 2014 ed è stata presentata da Michele Cucuzza; sono stati premiati:
- Lucia Annunziata: direttore Huffington Post Italia
- Alan Friedman: giornalista, scrittore
- Frank J. Guarini: presidente emerito NIAF
- Gianni Letta: già sottosegretario alla Presidenza del Consiglio
- Paolo Limiti: conduttore televisivo
- Margherita Maccapani Missoni: stilista
- Pier Paolo Pandolfi: presidente Fondazione HFC Harvard University, revocato nel 2020[19]
- Roberta Pinotti: ministro della difesa
- Mel Sembler: già ambasciatore USA in Italia
- Luisa Todini: presidente Poste Italiane

### VII edizione
La settima edizione si è svolta l'8 ottobre 2015 ed è stata presentata da Michele Cucuzza; sono stati premiati:
- Mario Andretti: pilota automobilistico
- Nicola Bulgari: vicepresidente Bulgari
- Stefania Giannini: ministro istruzione, università e ricerca
- Kathryin Iacocca: presidente Iacocca Foundation
- Monica Maggioni: presidente Rai
- Mario Moretti Polegato: presidente Geox
- Paolo Nespoli: astronauta
- Gabriella Pession: attrice
- Uto Ughi: violinista
- Vittorio Zucconi: direttore Radio Capital

### VIII edizione
L'ottava edizione si è svolta il 6 ottobre 2016 ed è stata presentata da Attilio Romita; sono stati premiati:
- Alessandro Benetton: presidente 21 Investimenti
- Marco Bianchi: Fondazione Umberto Veronesi
- Arrigo Cipriani: Harry's Bar
- Christian De Sica: attore
- Dario Franceschini: ministro dei beni e attività culturali
- Giovanni Malagò: presidente CONI
- Tony Renis: cantautore e produttore discografico
- Ronald Spogli: CEO Freeman Spogli & Co.
- Beatrice Trussardi: presidente Fondazione Nicola Trussardi
- Alessio Vinci: giornalista

### IX edizione
La nona edizione si è svolta il 12 ottobre 2017 ed è stata presentata da Virginie Vassart; sono stati premiati:
- Nerio Alessandri: presidente Technogym
- Giovanni Allevi: pianista, compositore
- Alberto Angela: divulgatore scientifico
- Mario Calabresi: direttore de la Repubblica
- Luca Cordero di Montezemolo: già presidente Ferrari e Fiat
- Valeria Fedeli: ministra dell'istruzione, università e ricerca
- Veronica Mainetti: presidente Sorgente Group of America
- Gualtiero Marchesi: presidente Accademia Marchesi
- John Phillips: ambasciatore, founding partner Phillips & Cohen LLP
- Anders Fogh Rasmussen: già segretario generale della NATO

### X edizione
La decima edizione si è svolta l'11 ottobre 2018 ed è stata presentata da Didi Leoni; sono stati premiati:
- Piero Antinori: presidente onorario Marchesi Antinori
- Joe Bastianich: imprenditore, conduttore televisivo
- Marco Bussetti: ministro dell'istruzione, università e ricerca
- Valentina Cervi: attrice
- Alberta Ferretti: stilista
- Silvio Garattini: presidente Istituto Mario Negri
- George G. Lombardi: presidente G. Lombardi Real Estate Investments
- Federico Marchetti: fondatore ed AD di Yoox Net-A-Porter Group
- Bruno Vespa: giornalista
- Bebe Vio: campionessa paralimpica

### XI edizione
L’undicesima edizione si è svolta il 10 ottobre 2019 ed è stata presentata da Didi Leoni; sono stati premiati:
- Manuel Agnelli: musicista, produttore discografico
- José María Aznar: già primo ministro di Spagna
- Laura Cioli: amministratore delegato GEDI Gruppo Editoriale
- Carlo Cracco: chef
- Brunello Cucinelli: stilista
- Marcello Foa: presidente Rai
- Maria Latella: giornalista
- Danny Quinn: attore
- Emanuele Filiberto di Savoia: presidente Prince of Venice Foundation
- Curtis M. Scaparrotti: già comandante generale della NATO

### XII edizione
La dodicesima edizione si è svolta il 7 ottobre 2022 ed è stata presentata da Didi Leoni; sono stati premiati:
- Massimo Bottura: chef
- Ilaria Capua: scienziata
- Luigi Contu: direttore ANSA
- Veronica Etro: stilista
- Umberto Guidoni: astronauta
- Luca Maestri: senior vice president Apple
- Alessandro Minuto Rizzo: già deputy secretary general NATO
- Francesca Nonino: responsabile comunicazione web Nonino
- Nicola Piovani: compositore, premio Oscar
- Melissa Satta: conduttrice televisiva
- Jean-Claude Trichet: già presidente BCE
- Valentina Vezzali: sottosegretario di Stato allo Sport

### XIII edizione
La tredicesima edizione si è svolta il 6 ottobre 2023 ed è stata presentata da Didi Leoni; sono stati premiati:
- José Manuel Barroso: presidente Goldman Sachs International
- Ferruccio De Bortoli: giornalista
- Angelica Krystle Donati: imprenditrice, presidente ANCE Giovani
- Francesca Fagnani: conduttrice televisiva
- Ronn Moss: attore
- Davide Oldani: chef
- Luca Parmitano: astronauta
- Stefano Pontecorvo: ambasciatore, presidente Leonardo S.p.A.
- Jean Todt: inviato speciale del segretario generale delle Nazioni Unite
- Beatrice Venezi: direttore d'orchestra

### XIV edizione
La quattordicesima edizione si è svolta il 4 ottobre 2024 ed è stata presentata da Didi Leoni; sono stati premiati:
- Simona Agnes: presidente Fondazione Biagio Agnes
- Max Biaggi: pilota motociclistico
- Helga Cossu: direttore Fondazione Leonardo
- Alessandra Galloni: direttore agenzia Reuters
- Guillermo Mariotto: stilista
- Giorgio Moroder: compositore, premio Oscar
- Yvonne Sciò: attrice
- Michael Spence: premio Nobel per l’economia
- Walter Villadei: cosmonauta
- Antonella Viola: scienziata

## Organi
- Presidente onorario: Mauro della Porta Raffo
- Vicepresidenti: Emilio Carelli, Gabriella Giammanco, Dario Stefano e Gianpaolo Vallardi
- Presidente del Comitato scientifico: Alain Elkann
- Vicepresidenti del Comitato scientifico: Franco Bassanini e Stefania Giannini